# Typhonium fultum
Typhonium fultum är en kallaväxtart som beskrevs av Henry Nicholas Ridley. Typhonium fultum ingår i släktet Typhonium och familjen kallaväxter. Inga underarter finns listade.